# Pure (игра)
Pure — гоночная игра, разработанная Black Rock Studio и изданная компанией Disney Interactive Studios для консолей PlayStation 3 и Xbox 360 и для персональных компьютеров под управлением Windows, а также для кнопочных телефонов на J2ME, разработанная Disney Mobile Games Studio в сентябре 2008 года. Локализатором Pure выступила компания «Новый Диск», которая выпустила игру на консолях с русской документацией, а на ПК — полностью на русском языке.

## Игровой процесс
Pure представляет собой гоночную игру, выполненную в трёхмерной графике.
Игроки путешествуют по всему миру, выполняя невероятные трюки на экстремальной высоте. Есть 4 типа трюков: Basic, Advanced, Pro и Special. Каждый из персонажей, одного из которых нужно выбрать в начале игры, обладает уникальным спецтрюком, доступным только ему. В гараже можно построить собственный квадроцикл с нуля: всего игроку предоставляется 65 000 вариантов модификаций и тюнинга. Основным режимом в игре является World Tour. Он состоит из 10 этапов, на каждом из которых присутствует от 4 до 7 событий. Данные события можно выполнять в любом порядке. Существует 4 типа гонки:
1. Freestyle. Игроку необходимо выполнить как можно больше трюков, за которые дают очки, пока не закончится топливо. В конце каждого круга квадроцикл будет заправляться, но не полностью. Делая трюки, также будет зарабатываться больше топлива. В конце игрок с наибольшим количеством очков побеждает.
2. Sprint. Длинный заезд на 5 кругов с малой продолжительностью. Они бывают с одним или двумя трамплинами и множеством резких поворотов. В одиночной гонке количество кругов может достигать 10.
3. Race. Длинный заезд на 3 круга с большой продолжительностью. Есть много различных маршрутов, которые можно выбрать. Некоторые маршруты короче, чем другие, а некоторые могут иметь много трамплинов, увеличивающие время прохождения трассы. За хорошие комбинации трюков будет выделяться определённое количество нитро, повышающее шансы на победу.
4. Freeride. Игрок может спокойно исследовать трассу и практиковать трюки.

в Pure также присутствует многопользовательский сетевой режим игры: в нём могут принимать участие одновременно до 16 человек.

## Разработка и выход игры
Глава по разработке Pure, Джейсон Эвент, заявил, что версии для Xbox 360, PS3 и PC будут одинаковыми. Демоверсия, в которой представлен один уровень из игры, была выпущена на PlayStation Network и Xbox Live Marketplace 4 сентября и 2 октября — на ПК. На ПК, помимо прочего, за неделю до официального релиза вышла демоверсия на DVD, покупатели которой получали в подарок брелок с логотипом и купон на скидку 100 рублей на приобретение коллекционного издания.
Выход Pure состоялся 16 сентября 2008 года в Северной Америке, 25 сентября того же года — в Европе, и 25 июня 2009 года — в Японии. Локализацией занималась компания «Новый Диск»: версии для консолей вышли на английском языке, но с русской документацией, в то время как на ПК игра вышла полностью на русском языке. ПК-версия Pure доступна как в обычном издании, так и в коллекционном, в комплектацию которого входят DVD с игрой, DVD с дополнительными видеоматериалами (включая видео о создании игры), комплект напульсников (2 шт.), наклейка с логотипом и листовка с уникальным кодом, дающая шанс выиграть тест-драйв настоящего квадроцикла.

## Музыка
В саундтреке преобладают такие жанры, как хаус, электроника, хип-хоп и рок. Песня Buckcherry — Broken Glass — использовалась в рекламе Pure, но в саму игру не попала.
Музыка играет решающую роль в спортивных видах спорта и поэтому мы очень ответственно подошли к созданию саундтрека. Мы думаем, что эти треки идеально подчеркнут постоянный адреналин невероятных прыжков и трюков в нашем PURE.Джейсон Эвент, руководитель Black Rock Studio

### Список композиций
1. Adam Freeland — Spin Machine
2. Blindside — For The Nation
3. Calyx & Teebee — Dual Processed feat MC Verse
4. Diet Kong — With Magic
5. DJ Hyper — We Control
6. Fred Baker — Genious Touch
7. Джефф Бек — Grease Monkey
8. Джефф Бек — Training Loop
9. Midfield General — On The Road
10. My Luminaries — Sound of Music
11. Noise Control — Cities of Dreams (Instrumental)
12. Noise Control — Mud Bath
13. Pendulum — Granite
14. Pendulum — Showdown (Radial clean edit)
15. Pop Levi — Wannamama
16. The Qemists — Drop Audio
17. The Qemists — Stomp Box
18. Silvertone — Try
19. Tapeworm — Getting Through
20. The Answer — Into The Gutter
21. The Datsuns — Maximum Heartbreak
22. The Datsuns — Sittin’ Pretty
23. The Futureheads — The Beginning of the Twist
24. The Music — Strength in Numbers
25. The Radishes — Good Machine
26. The Subways — Rock and Roll Queen
27. The Whigs — Need You Need You
28. We Are Scientists — In action
29. Wolfmother — Woman
30. Zero DB — Late in The Day
31. Zero DB — Redline

## Оценки и мнения
| Сводный рейтинг              | Сводный рейтинг                           |
| Агрегатор                    | Оценка                                    |
| ---------------------------- | ----------------------------------------- |
| GameRankings                 | 85,33 % (X360) 82,47 % (PS3) 80,43 % (PC) |
| Metacritic                   | 85/100 (X360) 83/100 (PS3) 80/100 (PC)    |
| Иноязычные издания           |                                           |
| Издание                      | Оценка                                    |
| 1UP.com                      | B+                                        |
| AllGame                      | [ 19 ]                                    |
| CVG                          | 7,5/10 (PS3)                              |
| Eurogamer                    | 8/10                                      |
| Famitsu                      | 29/40                                     |
| G4                           | [ 23 ]                                    |
| Game Informer                | 8,5/10                                    |
| GamePro                      | [ 25 ]                                    |
| GameRevolution               | B+                                        |
| GameSpot                     | 8/10                                      |
| GameSpy                      | [ 28 ]                                    |
| GamesRadar+                  | 8/10                                      |
| GameTrailers                 | 8,6/10                                    |
| GameZone                     | 8,8/10                                    |
| IGN                          | 8,4/10 (PC) 8,6/10 (X360/PS3)             |
| OXM                          | 9/10                                      |
| TeamXbox                     | 9/10                                      |
| VideoGamer                   | 9/10                                      |
| X-Play                       | [ 38 ]                                    |
| Русскоязычные издания        |                                           |
| Издание                      | Оценка                                    |
| 3DNews                       | 8,5/10                                    |
| Absolute Games               | 80 %                                      |
| PlayGround.ru                | 8,5/10                                    |
| «Игромания»                  | 8,5/10                                    |
| «ЛКИ»                        | 78 %                                      |
| «Страна игр»                 | 9/10                                      |
| Награды                      |                                           |
| Издание                      | Награда                                   |
| E3 2008                      | Best Racing Game                          |
| Editors' Choice Award        |                                           |
| Best Driving Game            |                                           |
| Best Racing Game on Xbox 360 |                                           |

Pure был хорошо принят критиками. Official Xbox Magazine поставил игре 9 из 10. На GameRankings средний балл составил 80,43 % для PC, 82,47 % для Playstation 3 и 85,33 % для Xbox 360. Средний балл на Metacritic составил 80 и 83 для ПК и PS3, и 85 из 100 для Xbox 360. Райан Геддес из IGN дал игре 8,4 из возможных 10, похвалив интуитивный контроль, трассы и сумасшедшие трюки, но отметил, что игре не хватает реализма.

## Награды
На E3 2008 Pure был награждён «Лучшая гоночная игра на E3 2008» (англ. Best Racing Game of E3 2008) от Game Critics Awards.Также были вручены награды «Выбор редакции» (англ. Editors' Choice Award) от Official Xbox Magazine (США), «Лучшая гоночная игра» (англ. Best Driving Game) от GameTrailers и «Лучшая гоночная игра на Xbox 360» (англ. Best Racing Game on Xbox 360) от IGN.
Игра заняла второе место в номинации «Рейсинг года» (2008) журнала Игромания.